# Werchojansker Gebirge

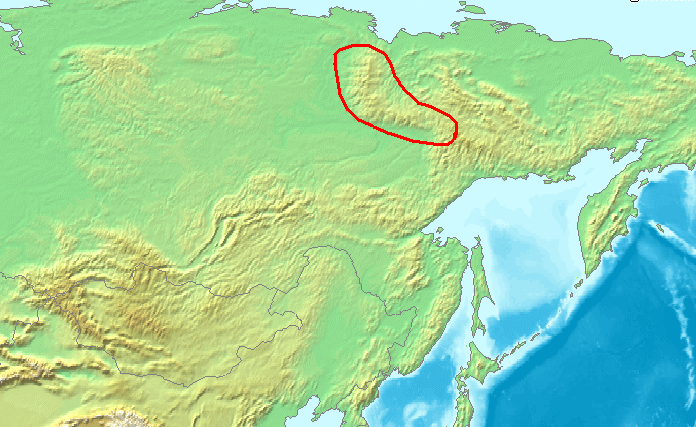
Lage des Werchojansker Gebirges

Das Werchojansker Gebirge (russisch Верхоянский хребет, wiss. Transliteration Verchojanskij chrebet; jakutisch Үөһээ Дьааҥы сис хайата oder Верхоянскай сис) befindet sich im Nordosten von Russland (Asien).
Nördlich und südlich des Polarkreises und in der Mitte Ostsibiriens liegend grenzt das Werchojansker Gebirge als Teil des Ostsibirischen Berglands und hauptsächlich im Zentrum der Republik Sacha (Jakutien) liegend im Norden an die Laptewsee. Im Nordosten geht es an den Unterläufen von Omoloi und Jana in den Westteil des Jana-Indigirka-Tiefland über und im Osten über das Kulargebirge und das weiter südlich gelegene Hochland von Oimjakon in das Tscherskigebirge. Im Südosten fällt die Landschaft über zwei Gebirgsausläufer (Suntar Chajata und Sette Daban) nach und nach zum Ochotskischen Meer ab. Im Süden schließt sich an dessen Küste das Dschugdschurgebirge an. Im Südwesten und Westen befinden sich die Flusstäler des Aldans und der Lena und damit die Mitteljakutische Niederung; die Lena leitet zu den südwestlich des Lenadeltas bzw. nordwestlich des Werchojansker Gebirges gelegenen Czekanowskibergen über.
Das knapp 1200 km lange Hochgebirge erstreckt sich vom Lenadelta bis zum Aldan-Nebenfluss Tompo. Es verläuft ziemlich genau parallel zum etwa 500 bis 600 km weiter östlich liegenden Tscherskigebirge; mit der oben erwähnten Suntar Chajata ist das kaum besiedelte Gebirge über 1700 km lang. Im Norden erreicht das Gebirge 2389 m Höhe, in der Mitte 2295 m und im Süden mit dem zum Gebirgsausläufer Suntar Chajata gehörenden Mus Chaja sogar 2959 m.
Das Hochgebirge trennt die Einzugsgebiete von Lena und Jana; im nördlichen Teil, etwa mittig zwischen den beiden Gebirgen und am letztgenannten Fluss liegt die Stadt Werchojansk. Im Zentralteil des Werchojansker Gebirges hat die Jana ihren Ursprung, im Süden die Indigirka.
Klimatisch gilt es als eines der außergewöhnlichsten Hochgebirge der Welt. Es liegt direkt am sogenannten Kältepol aller bewohnten Gebiete auf der Erde. Im Sommer werden Temperaturen bis zu 35 Grad Celsius gemessen, während im Winter auf der Ostseite der gesamten Bergkette Temperaturen unter −60 Grad Celsius auftreten können. Dadurch sind Temperaturunterschiede von 100 Grad innerhalb eines Jahres an manchen Orten möglich. Verursacht durch das reine Kontinentalklima und die topografischen Gegebenheiten des Umlands, entstehen im Winter ausgeprägte, stabile und niederschlagsarme Kältehochs auf der Ostseite. Der Winter dauert hier in der Regel acht Monate von Anfang Oktober bis Ende Mai und in höheren Lagen sogar zehn Monate. Frühling und Herbst dauern jeweils nur einen Monat an. Der kurze Sommer geht von Mitte Juni bis Mitte August. Die Luftfeuchtigkeit liegt in dem Gebiet im Jahresmittel bei 70 % und ist keinen erwähnenswerten Schwankungen unterworfen. Durch Steigungsregen sind auf der Westseite Niederschlagsmengen um die 350 Millimeter pro Jahr der Durchschnitt, wogegen auf der Ostseite nur noch 200 Millimeter pro Jahr fallen. Damit prägt das Werchojansker Gebirge klimatisch fast das gesamte Ostsibirien und gilt als eine der Hauptursachen für die dünne Besiedelung.